# Irene Pepperberg
Irène Maxine Pepperberg (née le 1er avril 1949 à Brooklyn, New York) est une neurochimiste et éthologue américaine de l’université Brandeis à Waltham, connue pour ses travaux sur l'intelligence animale et notamment son expérience sur la cognition et le langage avec Alex le perroquet.

## Biographie
Irène Pepperberg conclut ses études de chimie au Massachusetts Institute of Technology par un Bachelor of Science (1969), puis passe un Master of Arts (M.A., 1971) et un doctorat en chimie physique (1976) à l'université Harvard.
Ses recherches portent sur les principes du langage et de la communication animale ; en particulier, elle s'est intéressée aux différences de fonctions cérébrales entre les mammifères et les oiseaux.

« Les expériences d’Irène Pepperberg avec un  perroquet gris du Gabon nommé Alex constituent à ce jour l'une des principales sources de connaissances sur le langage animal. Le vocabulaire d’Alex et l'utilisation que cet animal était capable d'en faire ont conduit à réévaluer les capacités cognitives des oiseaux. La capacité de ce volatile à reconnaître le sens des mots, et à les réemployer a été comparée par Pepperberg à celle d'un enfant de quatre ans. L'oiseau sait également reconnaître la forme, la couleur, et la matière des objets. Une fois qu'il a compris le sens des mots, il est capable de les réutiliser avec une syntaxe, par exemple pour exprimer ce dont il a besoin (« Je veux boire », « Je veux une cacahuète », « Je veux aller sur l'épaule », etc. dans divers domaines). Comme beaucoup d'animaux, ils ont le sens des nombres, jusqu'à 8 dans ce cas, et sont capables de le montrer en comptant : « 1, 2, 3, 4 » ce qui fait d'eux les seuls animaux qui peuvent, exceptionnellement et à la suite d'une éducation soutenue, avec les mots humains. Ils peuvent aussi exprimer une addition simple : « un et un, deux ». La preuve qu'il ne s'agit pas d'une simple répétition a pu être faite. Irène Pepperberg a ainsi montré que la réputation des perroquets de « répéter » sans comprendre le sens des mots était des plus fausses, relevant surtout de l'anthropocentrisme séculaire mais fortement enraciné dans les esprits même scientifiques. »

Irène Pepperberg s'est engagée personnellement dans la défense des perroquets.

### Source
- (de) Cet article est partiellement ou en totalité issu de l’article de Wikipédia en allemand intitulé « Irene Pepperberg » (voir la liste des auteurs).